# Ixa cylindrus
Ixa cylindrus is een krabbensoort uit de familie van de Leucosiidae. De wetenschappelijke naam van de soort is voor het eerst geldig gepubliceerd in 1777 door Fabricius.